# Fintaháza
Fintaháza (románul Cinta) falu Romániában, Maros megyében. Közigazgatásilag Nyárádkarácson községhez tartozik.

## Fekvése
A falu Marosvásárhelytől 10 km-re délre a Vécke-patak Nyárádba torkollásánál fekszik.

## Története
1457-ben már Fintaháza néven említik. 1813-ban a templom kivételével valamennyi épülete leégett. 1910-ben 499, túlnyomórészt magyar lakosa volt. A trianoni békeszerződésig Maros-Torda vármegye Marosi alsó járásához tartozott.
1992-ben 386 lakosából 363 magyar, 16 román és 7 cigány volt.

## Látnivalók
- Református temploma 1798 és 1846 között épült a régi templom helyén.
- A határában található kékes színű agyagból egykor pipákat készítettek.

## Híres emberek
- Itt született 1730-ban Kovásznai Sándor költő, tanár.
- Itt született 1910-ben Gagyi László tanító, író.